# Campionato sudamericano femminile di pallacanestro 1958
Il 7º Campionato dell'America Meridionale Femminile di Pallacanestro (noto anche come FIBA South American Championship for Women 1958) si è svolto dal 19 aprile all'8 maggio 1958 a Lima, in Perù. Il torneo è stato vinto dalla nazionale brasiliana.

## Squadre partecipanti
- Argentina
- Brasile
- Cile
- Paraguay
- Perù

## Classifica finale
| Pos | Squadra   | V-P |
| --- | --------- | --- |
|     | Brasile   | 8-0 |
|     | Argentina | 4-4 |
|     | Paraguay  | 4-4 |
| 4   | Cile      | 2-6 |
| 5   | Perù      | 2-6 |